# Alfred Gilbert (Bildhauer)

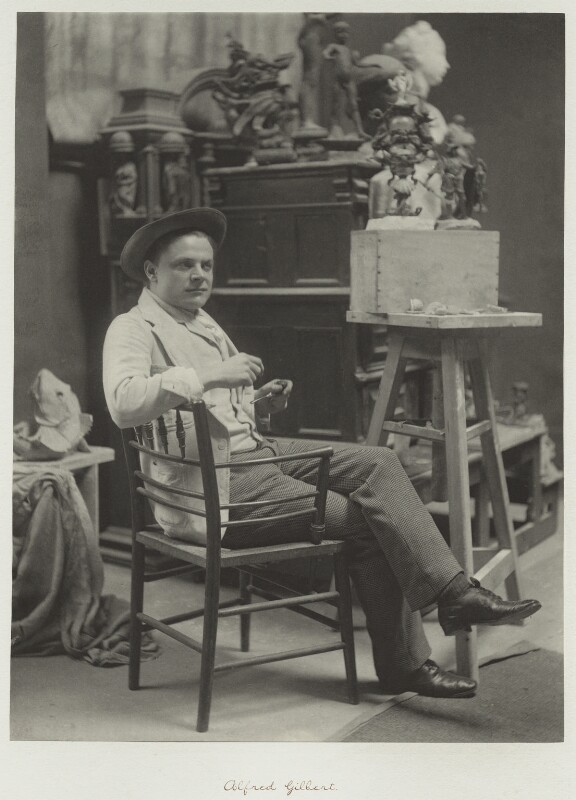
Alfred Gilbert von Ralph Winwood Robinson, herausgegeben von C. Whittingham & Co / Platindruck, um 1889, veröffentlicht 1892

Alfred Gilbert (* 12. August 1854 in London; † 4. November 1934 ebenda) war ein britischer Bildhauer und Goldschmied des späten 19. und frühen 20. Jahrhunderts. Er gilt als zentrale Figur der sogenannten New-Sculpture-Bewegung und ist vor allem für die Shaftesbury Memorial Fountain in London bekannt, dessen Figur oft als „Eros“ bezeichnet wird.

## Leben
Alfred Gilbert wurde 1854 in London geboren. Er besuchte die Heatherley School of Fine Art (1872 bis 1873) und die Royal Academy Schools (1873 bis 1875). Gleichzeitig arbeitete er als Assistent bei bekannten Bildhauern wie Matthew Noble, William Gibbs Rogers und Edgar Boehm. Auf Empfehlung von Boehm ging Gilbert 1875 nach Paris, um an der École des Beaux-Arts bei Pierre-Jules Cavelier zu studieren. 1878 zog er nach Rom, wo er sechs Jahre verbrachte, bevor er 1884 nach England zurückkehrte. Zwischen 1885 und 1898 hatte Alfred Gilbert seine produktivste Zeit. Er erhielt wichtige öffentliche Aufträge, darunter das Fawcett Memorial in der Westminster Abbey (1885), das Queen Victoria Memorial in Winchester (1887) und den Shaftesbury Memorial Fountain am Piccadilly Circus in London (1893). 1892 wurde Alfred Gilbert zum Mitglied der Royal Academy of Arts gewählt. Im selben Jahr erhielt er den prestigeträchtigen Auftrag, das Grabmal für Prinz Albert Victor, Herzog von Clarence, in der St. George's Chapel, Windsor Castle, zu schaffen. Dieses Projekt zog sich jedoch über Jahrzehnte hin und wurde erst 1928 fertiggestellt.
Finanzielle Schwierigkeiten führten 1901 zum Bankrott Alfred Gilberts. Er verließ England und ließ sich zunächst in Brügge und später in Rom nieder. In dieser Zeit war er nur sporadisch als Künstler tätig. 1926 kehrte Gilbert nach England zurück. Mit Unterstützung von König Georg V. erhielt er neue Aufträge, darunter das Queen Alexandra Memorial (1926–1932) in London. 1932 wurde er wieder in die Royal Academy aufgenommen und zum Ritter geschlagen. Er starb am 4. November 1934 in London.

## Werk

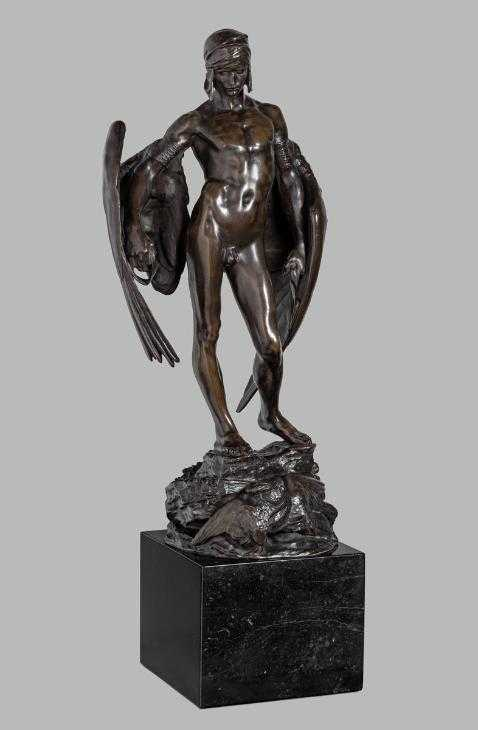
Alfred Gilbert: Ikarus (1882–1884). Tate Gallery, London

Alfred Gilbert war ein führender Vertreter der New Sculpture-Bewegung, die eine dynamischere und naturalistischere Darstellung in der Bildhauerei anstrebte. Seine Werke verbinden klassische Themen mit innovativen Materialien und Techniken. So war der Shaftesbury Memorial Fountain eine der ersten Skulpturen, die aus Aluminium gegossen wurden, was eine filigranere Gestaltung ermöglichte.
Neben der Bildhauerei war Gilbert auch als Goldschmied tätig. Er entwarf unter anderem eine Bürgermeisterkette für die Stadt Preston und einen kunstvollen Tafelaufsatz (Epergne) als Geschenk für Königin Victoria.
Zu seinen weiteren bedeutenden Werken zählen:
- The Kiss of Victory (1878–1881)
- Perseus Arming (1882)
- Icarus (1884)
- Comedy and Tragedy (1892)
- Statue of John Howard in Bedford (1890)

Gilberts Stil ist geprägt von einer Mischung aus klassischer Mythologie, symbolistischen Elementen und einer detailreichen Ausführung, die oft an Schmuckstücke erinnert.